# Gryllodeicus
Gryllodeicus is een geslacht van rechtvleugeligen uit de familie krekels (Gryllidae). De wetenschappelijke naam van dit geslacht is voor het eerst geldig gepubliceerd in 1939 door Lucien Chopard.

## Soorten
Het geslacht Gryllodeicus  is monotypisch en omvat slechts de volgende soort:
- Gryllodeicus wittei (Chopard, 1939)